# San Marinos tre tårne
San Marinos tre tårne er en gruppe af tårne beliggende på Monte Titanos tre tinder i San Marino. Tårnene er afbildet både på landets flag og våbenskjold.

## Det første tårn
Guaita-tårnet (også kendt som Rocca) er det ældste og mest berømte af de tre tårne. Det blev opført i det 11. århundrede og fungerede kort som et fængsel. Det blev ombygget flere gange og fik sin nuværende form i det 15. århundrede under en krig udkæmpet mellem San Marino og huset Malatesta.

## Det andet tårn
Cesta-tårnet (også kendt som Fratta) er beliggende på den højeste af Monte Titanos tinder. Et museum til ære for Sankt Marinus, oprettet i 1956, findes i tårnet og udstiller over 1.550 våben dateret fra Middelalderen til moderne tid. Tårnet blev opført i det 13. århundrede på ruinerne af et ældre romersk fort.

## Det tredje tårn
Montale-tårnet er beliggende på den mindste af Monte Titanos tinder. Ulig de andre tårne, er dette tårn ikke åbent for offentligheden. Det blev opført i det 14. århundrede, og det menes at være opført for at yde yderligere beskyttelse af Malatesta-familiens stigende indflydelse og magt i området. Det blev også brugt som et fængsel og på grund af dette, er den eneste indgang til tårnet en dør hævet 7 meter over jordoverfladen, hvilket var typisk for samtidens fængselsarkitektur.

- De tre tårne
- Guaita-tårnet.
- Cesta-tårnet.
- Montale-tårnet.